# Bahnhof Neuenmarkt-Wirsberg

Der Bahnhof Neuenmarkt-Wirsberg ist eine Betriebsstelle der Bahnstrecke Bamberg–Hof und der hier einmündenden Bahnstrecke Weiden–Neuenmarkt-Wirsberg auf dem Gemeindegebiet von Neuenmarkt in Bayern. Bedeutung erlangte er durch seine Lage am Fuß der Steilstrecke Schiefe Ebene.

## Lage
Der Bahnhof liegt im Ort Neuenmarkt am westlichen Rand des Fichtelgebirges, im Regierungsbezirk Oberfranken im fränkischen Teil von Bayern. Er befindet sich im flachen Terrain des weiten Schorgasttals auf 348 m über NN.

## Geschichte

Gleisplan von 1853 bis 1892

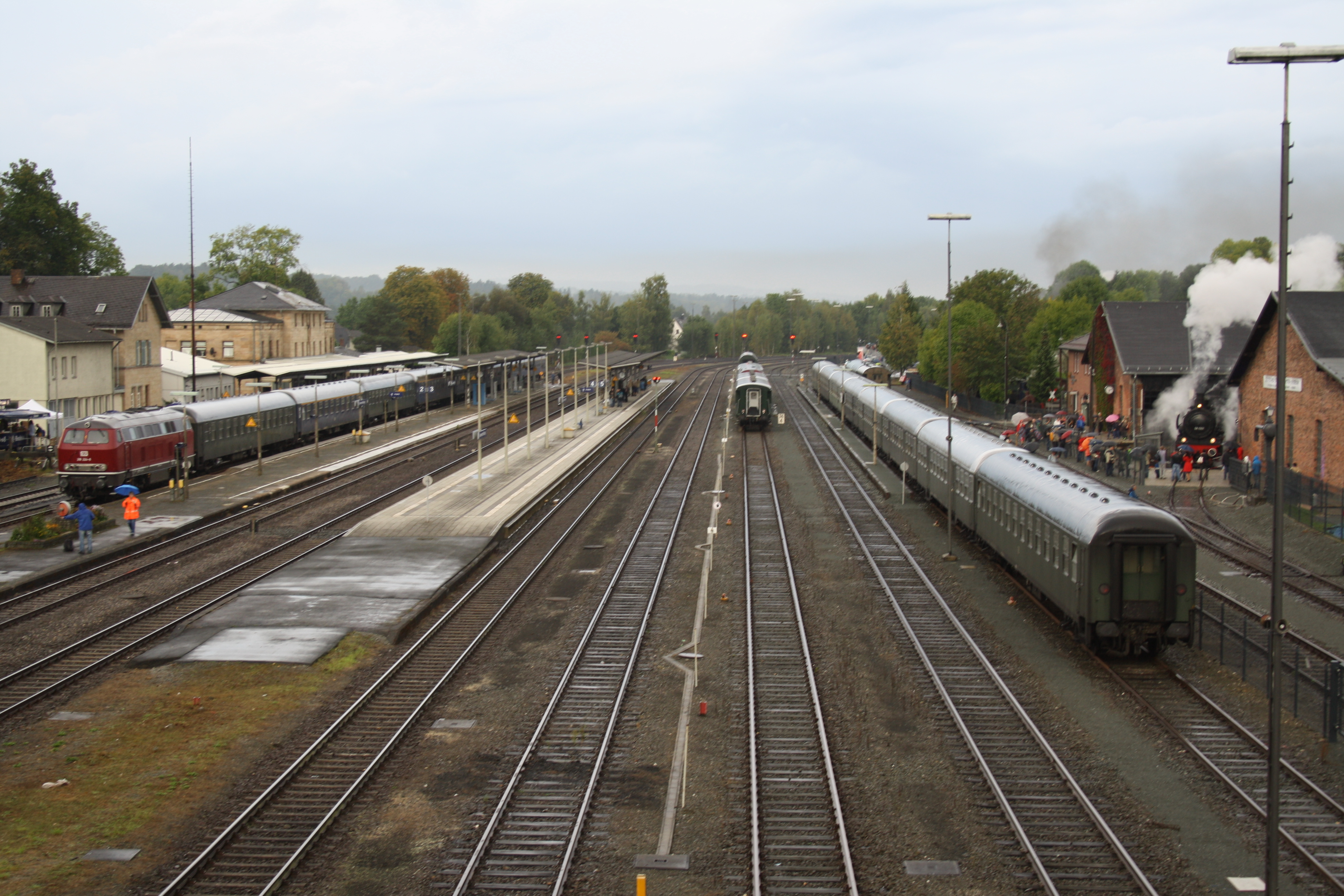
Blick von der Straßenbrücke, rechts das Deutsche Dampflokomotiv-Museum

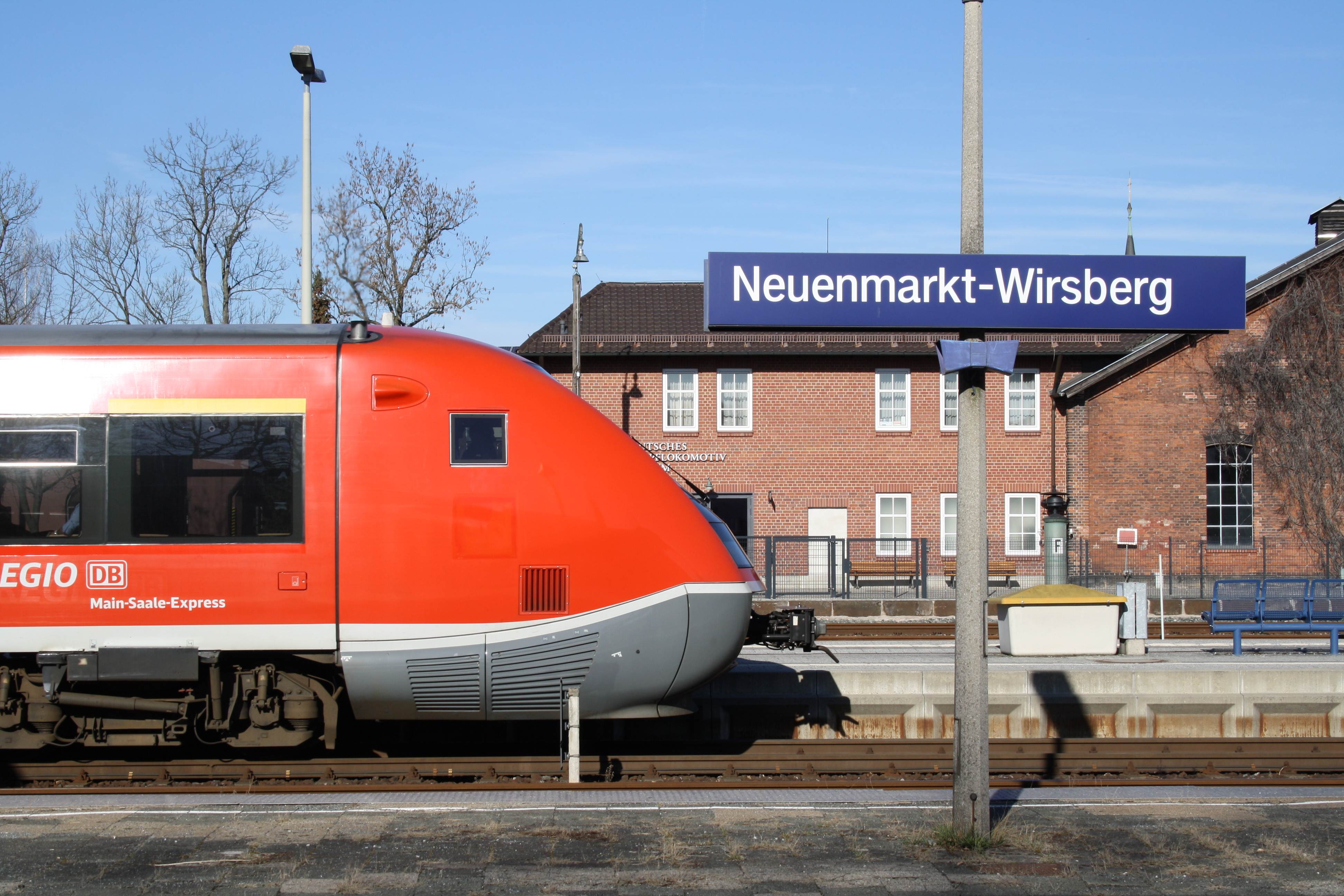
Dieseltriebwagen der Baureihe 641 im Bahnhof Neuenmarkt-Wirsberg

Die Ludwig-Süd-Nord-Bahn von Lindau nach Hof wurde als erste Strecke der Königlich Bayerischen Staats-Eisenbahnen zwischen 1843 und 1854 gebaut. Der Abschnitt von Lichtenfels nach Neuenmarkt wurde am 15. Oktober 1846 eröffnet. Ursprünglich war am Dorf Neuenmarkt keine Bahnstation geplant, da die Strecke in Richtung Hof durch den Rohrersreuther Tunnel anders trassiert angelegt werden sollte. Erst der Verzicht auf dessen Bau mit der daraus resultierenden Notwendigkeit des Einsatzes von Schiebelokomotiven  verhalf dem Ort zu einer Station. Der erste Bahnhof umfasste nur zwei Durchgangsgleise, eine Lokstation mit einer Schiebebühne und insgesamt sieben Weichen.
Am 1. November 1848 wurde die Strecke über die Schiefe Ebene bis nach Hof verlängert. Der Abzweig nach Bayreuth ging als erste bayerische Pachtbahn am 28. November 1853 in Betrieb. Dessen Gleise zweigten am westlichen Bahnhofskopf von der bestehenden Strecke aus, der Bahnhof Neuenmarkt wurde damit zum Keilbahnhof. Die Anlagen der Bayreuther Bahn befanden sich auf der Südseite des Empfangsgebäudes. In den 1880er Jahren erreichte der Bahnhof seine Kapazitätsgrenze. Mit dem Umbau der Bahnanlagen bis 1892 wuchs der Bahnhof auf elf Gleise, etwa neunzig Weichen, Anlagen für den Güterverkehr und zwei Ringlokschuppen an. Das Gleisfeld wurde um ungefähr 500 Meter in südöstlicher Richtung verlängert. Der Bayreuther Bahnsteig wurde auf die Nordseite verlegt, wodurch das Empfangsgebäude seine Insellage verlor. Die Streckenäste nach Bayreuth und Hof wurden neu trassiert, der südöstliche Bahnübergang wurde durch eine Brücke ersetzt.
Das vorher unbedeutende Dorf Neuenmarkt erfuhr mit dem Bau der Bahn und des Bahnhofs eine überraschende Blüte. Als „Eisenbahnerdorf“ erlebte es eine rasante Entwicklung. Der Namenszusatz „-Wirsberg“ für den Bahnhof ist jüngeren Datums, er verweist seit 1892 auf den nahegelegenen gleichnamigen Luftkurort.
Die östlich des Bahnhofs anschließende Rampe nach Marktschorgast überwindet auf 6,8 Kilometern Länge 157,7 Höhenmeter und hat eine durchschnittliche Steigung von 23 ‰. Sie war zu Dampflokzeiten eine Herausforderung für Maschinen und Menschen, die meisten Züge mussten mit Schiebelokomotiven nachgeschoben werden. Daher erhielt der Bahnhof Neuenmarkt ein großzügig dimensioniertes Bahnbetriebswerk. Dessen verbliebene Anlagen werden seit 1977 vom Deutschen Dampflokomotiv-Museum genutzt. Der kleinere der beiden Ringlokschuppen war im April 1945 nach einem von US-amerikanischen Tieffliegern durchgeführten Bombenangriff in Flammen aufgegangen und nicht wieder aufgebaut worden.
Die Züge nach Bayreuth begannen und endeten als Zubringer zunächst am südlichen, ab etwa 1892 am nördlichen Hausbahnsteig. Doch schon in den 1860er Jahren gab es erste durchgehende Reisezüge ohne Wagenwechsel von Köln über Neuenmarkt und Bayreuth nach Wien. Die Sonderzüge und -kurswagen zu den Bayreuther Richard-Wagner-Festspielen brachten saisonalen Fernverkehr, der in Neuenmarkt teilweise kopfmachen musste.
Von 1896 bis 1974 begannen und endeten im Bahnhof Neuenmarkt-Wirsberg die Züge nach Bad Berneck und Bischofsgrün. Die Nebenbahn Schlömen–Bischofsgrün zweigte aber erst 2,8 Kilometer südöstlich des Bahnhofs im zur Gemeinde Neuenmarkt gehörenden Ortsteil Schlömen von der eingleisigen Hauptstrecke nach Bayreuth ab. Das letzte, nur noch als Güteranschluss betriebene Teilstück wurde 1993 stillgelegt.
Das Empfangsgebäude stammt aus dem Jahr 1849. 1870 sowie zwischen 1892 und 1905 wurde es umfassend erweitert.
Die für den Verkehr in der Relation zwischen Bayreuth und Hof eröffnete Schlömener Kurve erlaubt seit dem 18. Juni 2000 eine östliche Umfahrung des Bahnhofs.
Am 28. Februar 2024 beantragte die DB InfraGO die Genehmigung für einen Barrierefreien Ausbau mit einem Rückbau des Bahnsteigs 1 an Gleis 1 (mit einer Länge von 159 m), einer Verkürzung der Bahnsteiglänge der Mittelbahnsteigs 2 an den Gleisen 2 und 3 von 232 m auf 170 m und des Mittelbahnsteigs 3 an den Gleisen 4 und 5 von 237 m auf 210 m, einem Neubau der Bahnsteige mit einer Bahnsteighöhe von 55 cm sowie einem Rückbau der Personenunterführung und Ersatz dieser durch neue Personenüberführung.

## Aktuelle Situation
Durch den Bau der Bahnstrecke Hochstadt-Marktzeuln–Probstzella verlor der Bahnhof Neuenmarkt-Wirsberg bereits im frühen 20. Jahrhundert einen Teil des Personenfernverkehrs. Heute verkehren die Intercity-Express-Züge der Relation München–Berlin ausschließlich auf der Schnellfahrstrecke Nürnberg–Erfurt. Die Fernzüge auf der Sachsen-Franken-Magistrale umfuhren seit dem Jahr 2000 den Bahnhof auf der Schlömener Kurve.
2014 verkehren Regional-Express-Züge der Deutschen Bahn, die aus Lichtenfels kommend in Neuenmarkt-Wirsberg geflügelt werden, sowie im Regionalverkehr Dieseltriebwagen des Unternehmens Agilis. Über die Schiefe Ebene finden gelegentlich Sonderfahrten mit dampfbespannten Zügen statt.

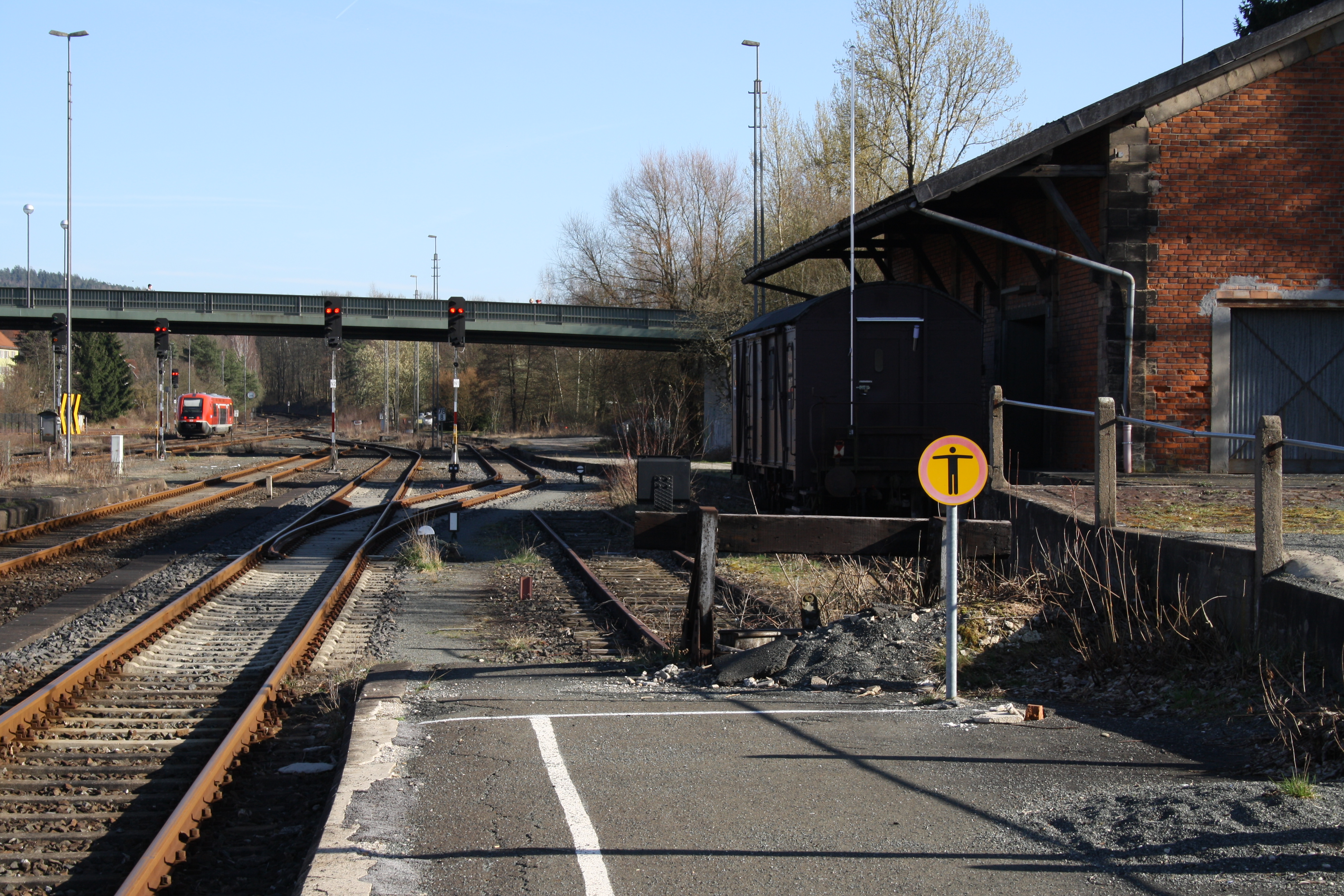
Südostkopf mit nach Hof ausfahrendem Dieseltriebwagen und Güterschuppen
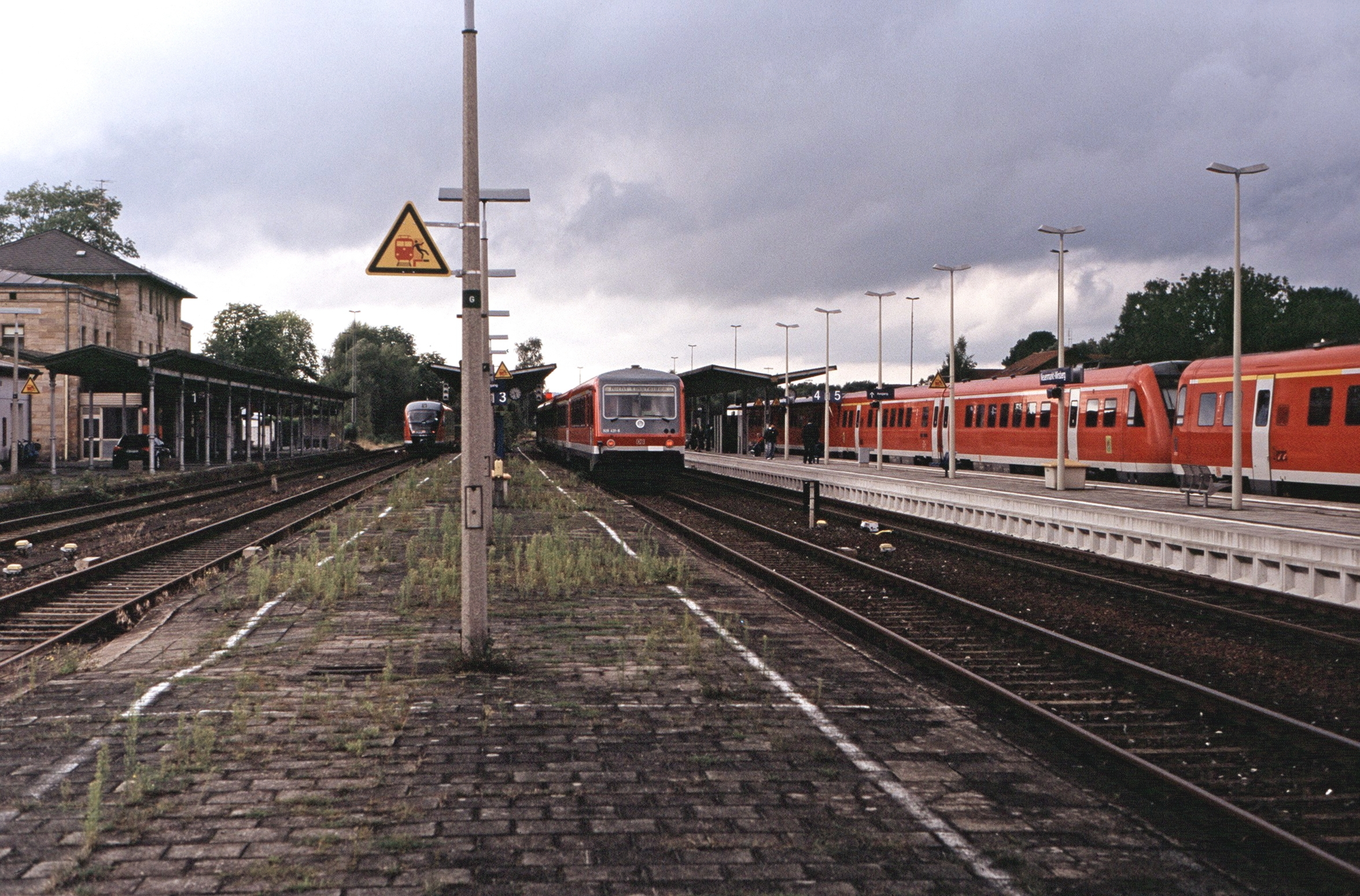
Begegnung von Triebwagen dreier Baureihen im Bahnhof Neuenmarkt-Wirsberg, 2006
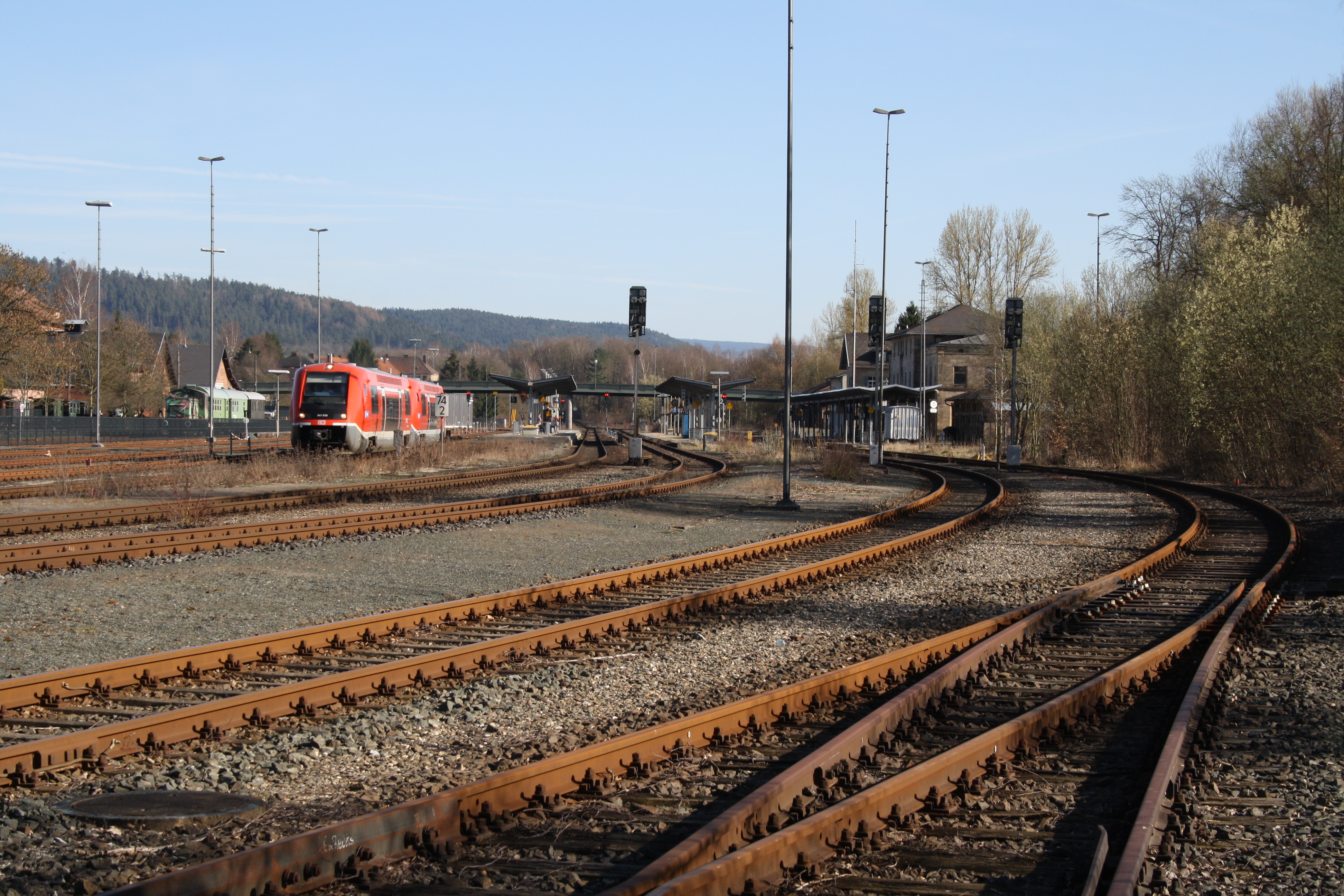
Blick von Nordwesten mit zwei „Walen“ nach dem Verstärken bei der Ausfahrt in Richtung Bamberg
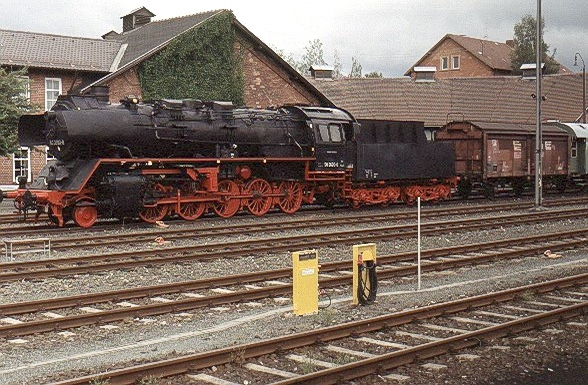
Museumslokomotive 50 3690 vor dem Deutschen Dampflokomotiv-Museum
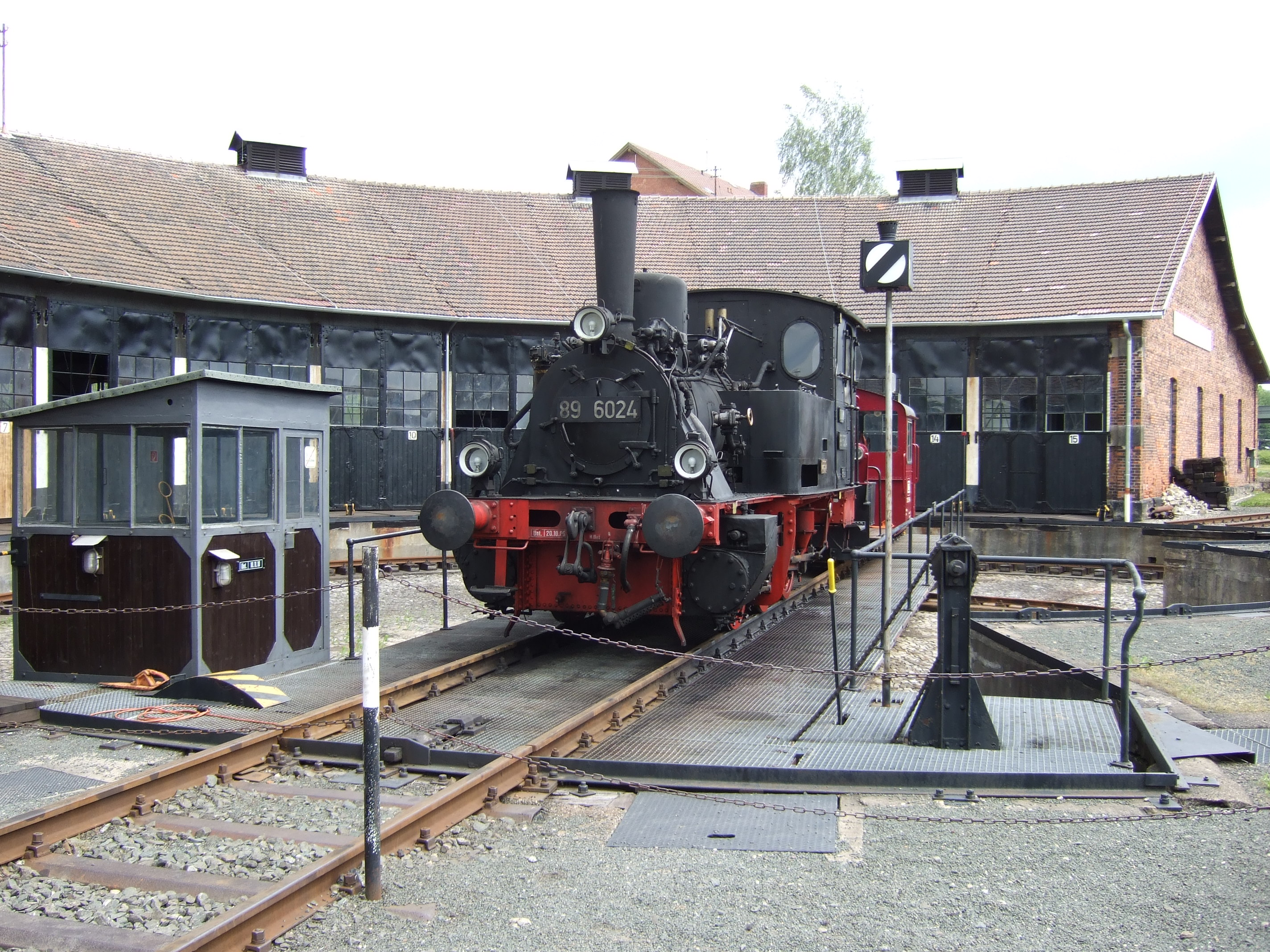
Segmentdrehscheibe und Lokomotivschuppen des ehemaligen Bahnbetriebswerks

### Verkehr
Heute wird der Bahnhof von vier Regionalexpressslinien der Deutschen Bahn AG und drei Regionalbahnlinien der privaten agilis-Bahn bedient.
| Linie | Verlauf | Verlauf | Takt        | Fahrzeugmaterial                 | Betreiber                              |
| ----- | --- | --- | ----------- | -------------------------------- | -------------------------------------- |
| RE 32 | Main-Saale-Express: Bamberg – Lichtenfels – Neuenmarkt-Wirsberg –                                                                      | Bayreuth (– Pegnitz – Nürnberg) | 120 min     | Baureihe 612 (RegioSwinger)      | DB Regio AG Bayern                     |
| RE 35 | Main-Saale-Express: Bamberg – Lichtenfels – Neuenmarkt-Wirsberg –                                                                      | Hof | 120 min     | Baureihe 612 (RegioSwinger)      | DB Regio AG Bayern                     |
| RE 38 | Main-Saale-Express: Lichtenfels – Kulmbach – Neuenmarkt-Wirsberg –                                                                     | Bayreuth | 120 min     | Baureihe 641                     | DB Regio AG Bayern                     |
| RE 39 | Main-Saale-Express: Lichtenfels – Kulmbach – Neuenmarkt-Wirsberg –                                                                     | Münchberg – Hof | 120 min     | Baureihe 641                     | DB Regio AG Bayern                     |
| RB 24 | (Bad Rodach –) Coburg – Lichtenfels – Kulmbach – Neuenmarkt-Wirsberg – Bayreuth (– Kirchenlaibach – Marktredwitz – Hof (– Bad Steben)) | (Bad Rodach –) Coburg – Lichtenfels – Kulmbach – Neuenmarkt-Wirsberg – Bayreuth (– Kirchenlaibach – Marktredwitz – Hof (– Bad Steben)) | 060 min     | Baureihe 650 (Regio-Shuttle RS1) | agilis Verkehrsgesellschaft (agilis V) |
| RB 34 | (Coburg –) Lichtenfels – Kulmbach – Neuenmarkt-Wirsberg – Bayreuth –                                                                   | Kirchenlaibach – Weiden | zwei Züge   | Baureihe 650 (Regio-Shuttle RS1) | agilis Verkehrsgesellschaft (agilis V) |
| RB 34 | (Coburg –) Lichtenfels – Kulmbach – Neuenmarkt-Wirsberg – Bayreuth –                                                                   | Weidenberg | ein Zug     | Baureihe 650 (Regio-Shuttle RS1) | agilis Verkehrsgesellschaft (agilis V) |
| RB 99 | Neuenmarkt-Wirsberg – Münchberg – Hof                                                                                                  | Neuenmarkt-Wirsberg – Münchberg – Hof                                                                                                  | ein Zugpaar | Baureihe 650 (Regio-Shuttle RS1) | agilis Verkehrsgesellschaft (agilis V) |

## Sicherungstechnik
Bei der Umgestaltung der Bahnanlagen 1892 wurden an beiden Bahnhofsköpfen mechanische Stellwerke errichtet. Der Fahrdienstleiter befand sich auf dem östlichen Stellwerk. 1967 wurden die mechanischen Stellwerke durch ein Relaisstellwerk, welches sich im Empfangsgebäude befindet, ersetzt.
Die Aufsichtshäuschen, welche sich auf den Bahnsteigen befinden, werden im Regelbetrieb nicht genutzt. Diese sind nur noch bei großen Veranstaltungen im Betrieb.
Inzwischen ist geplant, das Relaisstellwerk aus dem Jahr 1963 im Bahnhof Marktschorgast aus Neuenmarkt fernzusteuern.